# پرلوتز
پرلوتز (به ایتالیایی: Perloz) یک کومونه در ایتالیا است که در واله دائوستا واقع شده‌است. پرلوتز ۲۳ کیلومتر مربع مساحت و ۴۸۰ نفر جمعیت دارد و ۶۶۱ متر بالاتر از سطح دریا واقع شده‌است.